# Juana Sepulveda
Juana Sepulveda, argentinska plesalka.
Juana je ena izmed vzhajajočih zvezd argentinskega tanga, katero je k sodelovanju povabil mojster tanga nueva Chicho. Od leta 1997 z njim nastopa in poučuje na internacionalnih festivalih tanga po vsem svetu.